# Комедзадура
Комедзаду̀ра (на италиански: Commezzadura; на ладински: Comezadüra, Комедзадюра) е община в Северна Италия, автономна провинция Тренто, автономен регион Трентино-Южен Тирол. Административен център на общината е село Местриаго (Mestriago), което е разположено на 850 m надморска височина. Населението на общината е 1018 души (към 2017 г.).